# Montaldo di Mondovì
Montaldo di Mondovì (piemontesisch Montàud dël Mondvì) ist eine italienische Gemeinde in der Provinz Cuneo (CN), Region Piemont.

## Lage und Einwohner
Montaldo di Mondovì liegt knapp 40 km östlich von der Provinzhauptstadt Cuneo entfernt. Das Gemeindegebiet umfasst eine Fläche von 23,58 km² und hat 535 Einwohner (Stand 31. Dezember 2023).
Die Nachbargemeinden sind Frabosa Soprana, Monastero di Vasco, Roburent, Torre Mondovì und Vicoforte.

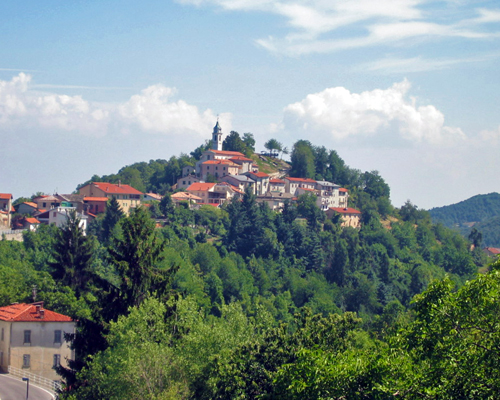
Panorama

## Geschichte

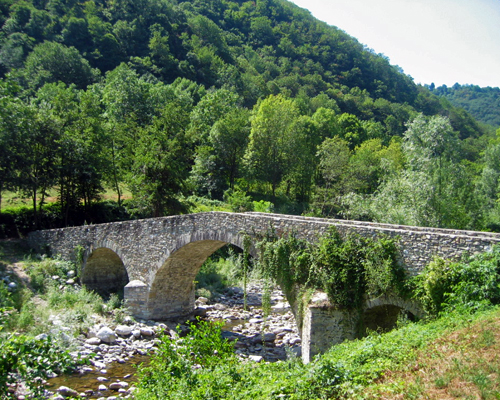
Ponte Mediovale

Um das 10.–11. Jahrhundert v. Chr. Chr., zu Beginn der Eisenzeit, siedelte sich eine Bevölkerung von Hirten und Bauern der Linie „Ligures Montani“ in der heutigen Gemeinde Montaldo an. Archäologische Ausgrabungen im Bereich der mittelalterlichen Burg, von der nur noch Ruinen übrig sind, haben Schichten aus der Zeit zwischen dem 4. und dem Beginn des 2. Jahrhunderts v. Chr. ans Tageslicht gebracht. An dieser Stelle befinden sich Steine mit becherförmigen Gravuren, die auf das Vorhandensein eines für den Gottesdienst in der vorrömischen Zeit vorgesehenen Bereichs schließen lassen.
Der Historiker Tito Livio berichtet vom Invasionsfeldzug der Römer, die sich an einem Ort entlang der Straße zum Meer (heute Roà Marenca) niederließen. Zwei Gedenktafeln, die heute in der Kapelle San Rocco eingemauert sind, zeugen von dieser Siedlung.
Der Name Montaldo taucht zum ersten Mal um das Jahr 1000 in einer Urkunde des deutschen Kaisers Heinrich III. auf, in der die „Einsiedelei von S. Ambrogio, bekannt als Montaldo“, erwähnt wird. Zwischen 1680 und 1699 erlitt es schwere Verluste an Menschen und Häusern während des Salzkrieges, den die Bewohner der Region Monregalese und das Haus Savoyen führten und das alte Privileg des kostenlosen Salzkaufs durch die Provinz Monregalese abschaffen wollten.
In Montaldo gibt es noch Gebäude mittelalterlichen Ursprungs. Die Kirche der Assunta, die im Jahr 1500 auf den Überresten eines Vorgängerbaus aus dem 12. Jahrhundert erbaut wurde und wenn man in Richtung Torre hinabsteigt, findet man, halb von der Vegetation verdeckt, eine kleine Kapelle, die auf den Überresten der antiken Einsiedelei Sant’Ambrogio errichtet wurde und in der die romanische Apsis und ein gotisches Fresko erhalten sind.
Im Jahr 2012 wurde das archäologische Gebiet der eisenzeitlichen Siedlung und der mittelalterlichen Burg aus dem 13. Jahrhundert eingeweiht.